# Plecoptera griseifusa
Plecoptera griseifusa là một loài bướm đêm trong họ Erebidae.